# Lisa Gunnarsson
Pour les articles homonymes, voir Gunnarsson.
Lisa Gunnarsson (née le 20 août 1999 à Stockholm) est une athlète suédoise spécialiste du saut à la perche.

## Biographie
Lisa Gunnarsson est née à Stockholm mais a également vécu en Argentine, au Luxembourg et en France.
Ancienne gymnaste nationale lorsqu'elle habitait en Suède où elle est née (Stockholm), Lisa Gunnarsson découvre le saut à la perche en 2011 après son arrivée en France à Angers. 
Déjà titulaire d'un record personnel à 3,42 m à l'âge de 14 ans, la Suédoise détient provisoirement la meilleure performance mondiale cadette de l'année 2015 avec 4,25 m. En revanche, celle-ci ne participe pas aux Championnats du monde cadets se déroulant à Cali (Colombie) alors qu'elle était favorite.
La progression de la jeune fille continue lors de l'hiver 2016 où, le 9 février à Eaubonne, elle égale le record du monde cadet de sa compatriote Angelica Bengtsson avec une barre à 4,47 m. Puis, la semaine suivante à Stockholm, Gunnarsson s'empare seule de ce record en franchissant une barre à 4,49 m,.
Après cette saison en salle très réussie pour elle, la « plus française des suédoises » espère décrocher son ticket pour les Jeux olympiques de Rio en réalisant les minimas requis (4,55 m) par la Fédération suédoise dans le but d'avoir une « bonne expérience ». Elle déclare également qu'il est possible qu'un jour, elle puisse être naturalisée française et sauter pour la France lorsque l'on lui pose la question du choix de sa nationalité (du fait d'avoir vécu en Argentine, au Luxembourg et en Suède) : « [...] C'est vrai que dans ma vie, j'ai vécu plus de temps en France qu'en Suède. Mais mes parents sont Suédois, je suis née là-bas. [...] Mais si un jour je sens que j'ai envie de sauter pour la France, et bien, je le ferai! ».
Gênée par une blessure au genou, Gunnarsson entame sa saison estivale le 28 mai à Pézenas où elle franchit 4,50 m, nouveau record du monde cadette pour la 3e fois. Elle échoue ensuite à 4,55 m. Elle égale ce record pour la 2de fois lors des Championnats de France d'Angers où elle s'impose.
Le 17 juin 2017, elle réalise 4,55 m en plein air, record personnel. Le 22 juillet, en favorite, Lisa Gunnarsson remporte le titre des Championnats d'Europe juniors de Grosseto avec un saut à 4,40 m, devant Molly Caudery (4,35 m) et Wilma Murto (4,15 m).

## Palmarès
| Date | Compétition                                  | Lieu      | Résultat | Marque |
| ---- | -------------------------------------------- | --------- | -------- | ------ |
| 2015 | Festival olympique de la jeunesse européenne | Tbilissi  | 2e       | 4,15 m |
| 2016 | Championnats d'Europe                        | Amsterdam | qual.    | 4,00 m |
| 2016 | Championnats du monde juniors                | Bydgoszcz | 7e       | 4,10 m |
| 2016 | Finnkampen                                   | Tampere   | 5e       | 4,15 m |
| 2017 | Championnats d'Europe en salle               | Belgrade  | 6e       | 4,55 m |
| 2017 | Championnats d'Europe juniors                | Grosseto  | 1re      | 4,40 m |
| 2018 | Championnats du monde juniors                | Tampere   | 2e       | 4,35 m |

## Records
| Épreuve          | Épreuve   | Marque | Lieu         | Date         |
| ---------------- | --------- | ------ | ------------ | ------------ |
| Saut à la perche | Plein air | 4,65 m | Austin       | 26 mars 2022 |
| Saut à la perche | En salle  | 4,56 m | Fayetteville | 12 mars 2021 |